# Gregorio Balparda de las Herrerías
Gregorio de Balparda y de las Herrerías (Bilbao, 17 de enero de 1874-ría de Bilbao, 31 de agosto de 1936) fue un político, abogado, jurista e historiador español, alcalde de Bilbao entre 1906 y 1907 y varias veces diputado por el distrito vizcaíno de Valmaseda durante la Restauración. Fue asesinado durante la guerra civil en el barco prisión Cabo Quilates en la ría de Bilbao.

## Biografía

### Origen familiar
Nació el 17 de enero de 1874 durante el sitio carlista a Portugalete. Gregorio Francisco Antonio Balparda y de las Herrerías fue el segundo hijo del matrimonio formado por el abogado Ricardo Balparda y Fernández y Leocadia de las Herrerías y Echeguren, él de Portugalete (1841) y ella de Arcentales (1852). Ricardo Balparda, aunque nacido en Portugalete, se había criado en Valmaseda, donde su padre, Gregorio, ejercía como escribano. Fue procurador por Valmaseda en las Juntas Generales en abril de 1877. En 1878 fue elegido diputado a Cortes por el distrito de Durango como independiente. Fue el diputado encargado de interpelar al gobierno, en mayo de 1882, sobre sus intenciones al respecto del peculiar régimen administrativo vascongado. Pero su actividad política y profesional fue truncada por una tuberculosis, que le llevaría a la tumba en octubre de 1886. Dos años antes de morir adquirió unos terrenos en Lamiaco donde construyó una casa de campo, villa Valmaseda.

### Estudios
Gregorio Balparda cursó sus primeros estudios y bachillerato en el colegio de San Antonio de Bilbao, salvo un curso, el 1885-86 que estuvo interno en Orihuela en un colegio de jesuitas, puesto que la familia se había trasladado a Alicante para que su padre se aliviara de la tuberculosis. Terminó el bachillerato en 1889, pasando como alumno externo a la Universidad de Deusto. Entre 1889 y 1893 cursó Filosofía y Letras y Derecho, examinándose para obtener el grado en Salamanca. En 1892 se licenció en Filosofía y Letras con sobresaliente. El curso siguiente cursó Derecho en Deusto, pero los otros tres (1893-94/1895-96) los hizo en Madrid, licenciándose en Derecho en 1895. Tras colegiarse en 1896, continuó con sus estudios de doctorado, que culminaron con la defensa de la tesis doctoral titulada: “La Región, su valor y sus derechos”, que obtuvo una calificación de sobresaliente, publicada al año siguiente con el título “La región, sus derechos y su valor dentro de los Estados nacionales modernos”. Tras su tesis publicó, en 1903, sus primeras conferencias pronunciadas en la Academia de Derecho y Ciencias Sociales de Bilbao (tribuna de opinión profesional de los juristas bilbaínos), los días 16, 23 y 29 de mayo de 1903, agrupadas en un volumen titulado El Fuero de Vizcaya en lo civil.

### Primera actividad política: De regionalista a liberal
Su actividad política comenzó poco después de regresar a Bilbao tras sus estudios de doctorado. En 1900 formó parte de una comisión de representantes de municipios encartados con el objeto de formar una asociación llamada Unión Vascongada, cuyo objeto era reunir a los vascongados sin distinción de opción política; pero este proyecto no cuajó, a pesar de que según parece tenía el apoyo de los chavarristas. Las elecciones municipales de 1901, en que obtuvieron muy buenos resultados nacionalistas y socialistas, hicieron que Balparda abandonara sus ideas regionalistas y se mostrara como liberal demócrata. A partir de entonces, durante toda su vida, permaneció fiel a los principios del partido liberal, militando, en primer lugar, en el grupo de José Canalejas y, más tarde, en el de Santiago Alba. En diciembre de ese mismo año 1901 formó parte de la primera junta directiva de la Academia de Derecho y Ciencias Sociales de Bilbao. Balparda ocupa, dentro de las fuerzas dinásticas de Vizcaya, la posición más avanzada y la más liberal, afín a la de los jefes del partido liberal José Canalejas y Santiago Alba.

### Concejal del Ayuntamiento de Bilbao y empresario
Elegido concejal representando al partido liberal, en noviembre de 1903 tomó posesión en enero de 1904, y aunque el alcalde Pedro P. Bilbao intentó negociar con los socialistas y republicanos que fuera elegido primer teniente de alcalde, no pudo ser al llegar a un acuerdo por su parte los republicanos y nacionalistas en el reparto de las tenencias, marginando a los socialistas, pero también a Balparda. En el nuevo ayuntamiento bilbaíno formó parte, junto con Gregorio Ibarreche, de la comisión mixta de la Diputación y del Ayuntamiento para la organización de una biblioteca, museo y ateneo públicos. Además de esta incipiente actividad política en el campo municipal, y su bufete, llevaba los asuntos legales de ciertas empresas además de participar en empresas como accionista.

### Alcalde de Bilbao
Tras las elecciones municipales de 1905 fue nombrado nuevo alcalde de Bilbao por el gobierno presidido por el liberal Segismundo Moret. El nombramiento lo fue con fecha 26 de diciembre de 1905. La situación de minoría hizo que el ejercicio de su cargo fuera difícil. Sus intentos al comienzo de su mandato para consensuar entre los grupos el equipo de gobierno se vieron frustrados en las votaciones definitivas, que no fueron las acordadas. Uno de los primeros conflictos que tuvo en la alcaldía fue el escándalo promovido por los carlistas sobre los festejos del centenario de Juan Crisóstomo de Arriaga, en honor de quien se inició la construcción de un monumento, en marzo de 1906. En mayo de 1906, y aunque inicialmente el Ayuntamiento no iba a participar en los tradicionales actos de conmemoración del levantamiento del sitio de 1874, el discurso pronunciado por Balparda en alusión genérica del nacionalismo propició las protestas y petición de explicaciones de los concejales nacionalistas. En el verano de 1906 se inauguró, tras dos años de disputas, la estatua en homenaje a Casilda Iturrizar, bienhechora de la villa de Bilbao, aunque la ceremonia contó con el rechazo de los concejales nacionalistas y carlistas, así como, a última hora, de los socialistas. En agosto de 1906 se produjo un grave conflicto huelguístico en Vizcaya. Balparda, motejado desde ciertos sectores como favorable a los obreros fue de nuevo objeto de duras críticas. Pero sin duda, el tema estrella de su mandato fue la creación de la Caja de Ahorros Municipal.
El 30 de enero quedó al frente de la corporación, con carácter interino, el primer teniente de alcalde, Gregorio de Ibarreche. Balparda, si bien continuó como concejal hasta 1909, sus intervenciones fueron ya escasas, salvo asuntos puntuales (la autonomía municipal), dedicando su tiempo más a las actividades políticas y a preparar conferencias, como la pronunciada en el Centro Obrero en 1907 sobre Anexiones y urbanizaciones necesarias en Bilbao. Balparda, ya desde 1904 en su cargo de concejal, luego como alcalde, y luego fuera del Ayuntamiento se posicionó claramente a favor de una amplia autonomía municipal, frente a los poderes, casi sin límites, que mantenía la Diputación –desde la primera posguerra carlista– en el orden administrativo municipal (aprobación de cuentas, presupuestos, autorización de arbitrios, personal, etc.).

### Presidente de la Sociedad "El Sitio" de Bilbao
Tras dejar la alcaldía, siendo todavía concejal, y al nombrar en febrero de 1907 jefe del partido liberal a Segismundo Moret, Balparda se alineó con el perdedor Canalejas. En diciembre de 1908, y tras unos meses tratando de reorganizar el liberalismo democrático, fue elegido presidente de la Sociedad El Sitio. Desde el cargo de presidente de El Sitio, redobló sus intentos de reorganizar las filas liberales, que desde la muerte de Víctor Chávarri –creador de “La Piña” o Unión Liberal en 1897– el último año del siglo XIX había discurrido por el camino de la fragmentación. El propósito de Balparda no era solo reagrupar las fuerzas liberales dinásticas (moretistas y canalejistas) sino llevar a cabo una operación más amplia hacia la izquierda, hacia republicanos e incluso socialistas, dejando al margen a las fuerzas conservadoras. Al no contar con prohombres del liberalismo local como Federico Echevarría (amigo de Moret) o Plácido Allende, se granjeó la desconfianza de algunos sectores liberales. Este intento no fraguó precisamente por la falta de confianza de los liberales dinásticos (Antonio de Arteche) hacia la inclusión de elementos no monárquicos. En diciembre de 1909 fue reelegido presidente de El Sitio, aunque prácticamente no ejerció puesto que se metió de lleno en la definitiva organización del partido liberal.

### Fundación del partido liberal en Bilbao
La organización del partido conservador en Bilbao, en el verano de 1909 y la caída del gobierno Maura en octubre, estimuló no solo a que un liberal demócrata como Martínez Sevilla sustituyera a Horn en la alcaldía, sino también a retomar la idea de organizar un partido liberal, constituido finalmente, y no sin problemas de liderazgo entre Echevarría y Allende, en enero de 1910. Balparda formó parte del primer directorio de este partido, junto con figuras destacadas del liberalismo vizcaíno, como el ya citado Federico Echevarria Rotaeche y otros dos “Gregorios”. Gregorio Prados Urquijo y Gregorio de la Revilla. Sin embargo, pronto salió del partido: el apoyo dado por la cúpula del mismo a la candidatura de Echevarrieta en las elecciones de marzo y no presentar las propias para las Cortes fue la causa directa del abandono.

### Durante la Primera Guerra Mundial
Este alejamiento de la política le permitió dedicarse a sus escritos periodísticos e históricos y a sus viajes, residiendo algunos meses en Londres en 1912. También publicó diversos dramas históricos como Tribunos de la plebe (1911) o Ardeliones (1914). En 1917 comenzó su participación en Hermes en la que publicó dos artículos. En estos años fue uno de los mantenedores de la famosa tertulia del “Lion d’Or”, en la Gran Vía, junto con Sánchez Mazas, de la Quadra Salcedo, Mourlane Michelena y cuando venía por Bilbao Miguel de Unamuno o José Ortega y Gasset, todos alrededor de Pedro Eguillor, quien mantuvo estrecha amistad con Balparda. En 1916 fundó Balparda un semanario, La Opinión, siendo también su principal soporte económico, aunque solo persistió hasta el verano de 1917. Su principal objetivo era servir de medio de comunicación de la opinión liberal y se destacó en enero de 1917 por su protesta contra la venida de Cambó a Bilbao con artículos publicados por su contertulio Rafael Sánchez Mazas. En relación con su actividad periodística, la mayoría de su producción hasta fines de 1916 se publicó en El Liberal, pero al ser adquirido por el republicano Echevarrieta se distanció de sus páginas.

### La Liga de Acción Monárquica
A fines de 1917 Balparda volvió a la palestra política. Su adhesión a Santiago Alba y el triunfo electoral nacionalista le empujó a retomar esta actividad. Balparda fue uno de los socios fundadores de la izquierda liberal, el partido de Alba. El nacionalismo vasco, para entonces, había ido ocupando los principales cargos de responsabilidad política de Vizcaya, tales como la presidencia de la Junta de Obras del Puerto, la de la Diputación provincial y la Alcaldía de Bilbao. Al convocarse las elecciones generales a Cortes de febrero de 1918, Gregorio Balparda se presentó para diputado a Cortes por el distrito de Valmaseda, pero le derrotó Ramón de la Sota, no sin protestas por parte de Balparda que llegó a participar en el Congreso en el debate de la aprobación del acta de Sota destacando las irregularidades que se habían cometido en su perjuicio. El Partido Nacionalista Vasco ocupó, tanto en el Congreso como en el Senado, todos los escaños de la provincia vizcaína, excepto el de la circunscripción de Bilbao, en la que resultó vencedor el socialista Indalecio Prieto. Este triunfo nacionalista aceleró las gestiones que desde hacía varios años venían efectuando los partidos dinásticos vizcaínos –mauristas, datistas y liberales- para formar una coalición que pudiera oponer al avance nacionalista un compacto frente monárquico.
Tras el verano de 1918 participó en el I Congreso de Estudios Vascos, en primer lugar en respuesta de una ponencia de Landeta sobre la enseñanza de la lengua vasca, y en segundo lugar con otra propia sobre la actividad de la Bascongada de Amigos del País. Pocos meses después tuvo una actuación destacada en la asamblea de municipios vizcaínos celebrada en diciembre de 1918, en donde se volvió a enfrentar a los nacionalistas y a hacer demanda de autonomía municipal, como representante de Sopuerta. Poco después participó en la organización, el 7 de enero de 1919, de la Liga de Acción Monárquica, coalición que agrupaba a todas las fuerzas monárquicas antinacionalistas (conservadores, mauristas, datistas, liberales…), cuyo primer directorio formaron, junto a Balparda, Luis Salazar y Ramón Bergé. La eficacia de la Liga de Acción Monárquica se dejó sentir muy pronto, pues, en poco más de dos años, representantes de esta coalición accedieron a todos los puestos de diputados y senadores de la provincia y a las alcaldías de las principales poblaciones, exceptuando el cargo de diputado a Cortes por Bilbao, en el que se mantuvo Indalecio Prieto.

### Diputado en el Congreso
Durante el periodo 1919-1923, Gregorio Balparda estuvo presente en el Congreso de los Diputados, representando al distrito de Valmaseda. En la campaña electoral de junio de 1919 sufrió un atentado, cuando el coche en el que circulaba entre Portugalete y Bilbao fue tiroteado. Pese a que los resultados electorales fueron más favorables a los nacionalistas, Balparda consiguió su escaño (obtuvo 6660 votos contra 3492 del nacionalista Ignacio Areilza). Al año siguiente se volvió a presentar por la Liga en el mismo distrito, esta vez con más competencia, puesto que se presentó un candidato socialista (Oscar Pérez Solís) y un nacionalista (Ramón Rugama). Aunque su acta fue impugnada por irregularidad tomó posesión efectiva del escaño en enero de 1921. Ya por esta época sufría cólicos hepáticos, que le obligaban a guardar estricta dieta y pasar temporadas en balnearios. En mayo de 1922 tuvo un segundo conflicto alrededor de las competencias municipales. Al aprobarse y publicarse en la Gaceta de Madrid el reglamento de los secretarios municipales de Vizcaya, pronunció un discurso en las Cortes, contestado por Indalecio Prieto, en el que se volvió a quejar de la falta de autonomía municipal y de nuevo fue objeto de censuras por la corporación provincial. Otro problema, a fines de año, fue su apoyo a la continuidad del alcalde de Bilbao, Juan Arancibia. Las críticas vertidas contra Balparda en el Euzkadi (que le tachó de mentiroso) hizo que este exigiera a Pantaleón Ramírez de Olano –director del periódico nacionalista– que se retractara o bien una reparación en duelo. Finalmente el caso terminó con una denuncia por injurias en los tribunales. Pese a su apoyo a Arancibia, en julio de 1923 fue sustituido por Mariano de Aróstegui, para disgusto de Balparda, que incluso se dio de baja en la mayoría gubernamental del Parlamento en señal de protesta. En abril de 1923 Balparda volvió a presentarse por la Liga en el distrito de Valmaseda y de nuevo ganó la reelección –aunque se tuvo que despejar el camino dentro de la propia Liga puesto que Baldomero Taramona también se postuló para el escaño– derrotando al republicano José Buylla (apoyado por nacionalistas y socialistas) en toda regla.

### Dictadura de Primo de Rivera
En septiembre de 1923, con la Dictadura de Primo de Rivera, su actividad parlamentaria, quedó truncada. En octubre de 1923 fue afectado por el decreto de incompatibilidades entre cargos públicos y puestos en sociedades mercantiles. Por otra parte, la integración de la Liga en la Unión Patriótica provocó su petición de baja en la Liga.

### Más actividades culturales
En 1922 había publicado el primer libro de su Historia crítica de Vizcaya y de sus fueros, fruto del éxito de algunas conferencias impartidas, y en 1934 publicó el primer tomo, en el que incluía el primer libro, y un segundo libro titulado La Reconquista Cantábrica. Su trágica muerte, dos años más tarde hizo que el tomo III se publicara de forma póstuma en 1945 por la Junta de Cultura de la Diputación vizcaína, que incluyó, además de un libro IV, una colección de conferencias ya publicadas en diferentes sitios y momentos. En 1925 el Círculo y Ateneo de Bellas Artes de Bilbao programó una serie de conferencias en las que participó Balparda con una disertación titulada Don Martín de los Heros y el progresismo vascongado de su tiempo. Al año siguiente, en 1926, dirigió la publicación de la Historia de Valmaseda de Martín de los Heros, incluyendo un apéndice documental. Tras publicar este trabajo la Junta de Cultura de la Diputación quiso proponerle como candidato para la Real Academia de la Historia, sin embargo, como Balparda por adelantado rechazó la posibilidad del nombramiento, no fue académico finalmente.

### Segunda República y distanciamiento de la política
Una vez llegada la República, Balparda siguió con su distanciamiento de la política dedicándose a sus viajes, sus investigaciones históricas y a dar alguna conferencia. Su alejamiento de la política activa, aunque continuó manteniendo contactos con políticos locales y nacionales, como Santiago Alba, no impidió alcanzar cargos en instituciones culturales. De hecho, desde 1929 hasta su muerte, presidió la Academia de Derecho y Ciencias Sociales, impulsado por su colega y amigo Juan Ulpiano Migoya, también prestigioso abogado. Desde este cargo organizó ciclos de conferencias y actos académicos, y en ocasiones utilizó su tribuna para defender su postura antiestatutista, como en 1932 con su conferencia ¿Federalismo? ¡Feudalismo! Estampas de Vizcaya foral sobre la infeudación de los Estados autónomos.

### Golpe de Estado, detención y asesinato
Cuando estalló la guerra civil se constituyó el 12 de agosto la Junta de Defensa de Vizcaya, presidida por el gobernador civil Echevarría Novoa, quien creó una Auditoría de Guerra para fallar los sumarios por rebelión. El 25 de agosto se nombró a Gregorio de Balparda auditor con el fin de que se desplazara a San Sebastián para juzgar al teniente general Mario Muslera y a su ayudante, el teniente general Joaquín Baselga, ambos sublevados contra el gobierno del Frente Popular. Gregorio de Balparda, se negó a juzgarlos y se dio de baja del Colegio de Abogados de Bilbao. Inmediatamente fue detenido y llevado ante el socialista Paulino Gómez Sainz. Posteriormente fue llevado a la comisaría de la calle Elcano, donde permaneció incomunicado hasta el día 31, cuando le trasladaron al barco-prisión Cabo Quilates, anclado en la ría de Bilbao a la altura de Erandio, con otros presos políticos. Ese mismo día, tras el bombardeo de la ciudad por la aviación de los nacionales, unos milicianos republicanos entraron en el barco-prisión. Gregorio de Balparda murió a manos de estos, existiendo versiones dispares sobre la muerte, pudiendo haber muerto ahogado después de ser torturado de «manera espantosa» por los milicianos o bien fusilado.
Murió soltero y sin descendientes, sobreviviéndole su madre y sus dos hermanas, también solteras.

## Obra como historiador
Además de las ya mencionadas, Balparda, opuesto al nacionalismo vasco, estudiaría la historia de Vizcaya y fruto de su trabajo publicó Historia crítica de Vizcaya y de sus fueros. Esta obra fue impresa en tres volúmenes: en 1924 se imprimió el primer tomo, en 1933-34 apareció el tomo segundo y en 1945 el tercero.